# Már Péter
Már Péter (Kunszentmiklós, 1770. január 23. – Győr, 1823. július 14.) református lelkész. 

## Életútja
Előbb Kecskeméten tanult, majd onnét Debrecenbe ment, ahol 1787. április 26-án iratkozott be a felső osztályba. Később ugyanott a szintaxisták és poeták tanítója és 1798. március 17-től szeptember 22-ig főiskolai senior volt. Ezt követően külföldre ment és még 1798 őszén beiratkozott a jénai egyetemre, majd 1801-ben a göttingeninek is hallgatója volt. Miután hazatért, 1801-ben lett lelkész és Győrött szolgált egészen haláláig. 
Nevét Maárnak is írták.

## Munkái
- Papi ajándék, vagy egy olyan tehén himlőről való prédikáczió, melyel a keresztség alkalmatosságával a keresztannyokat meg ajándékozza. Győr, 1803. (Ism. Annalen. Wien, 1805.)
- Réformátus téged isten dicsérünk. Tartatott N. Győrött a réf. templomában oct. 29. 1809. Győr, 1809.
- Templom szentelési beszéd. Tartatott a nagy-győri reformata ekklesia temploma megujítása alkalmatosságával sept. 4. 1814. Győr.